# The Sinister Urge
«The Sinister Urge» (рус. Зловещее побуждение) — второй сольный студийный альбом Роба Зомби. Назван в честь одноимённого фильма «The Sinister Urge», снятого в 1960 году Эдвардом Вудом.

## Запись альбома
Второй сольник Роба Зомби The Sinister Urge был записан через три года после записи дебютного Hellbilly Deluxe. В записи альбома принимали участие приглашенные музыканты: Оззи Осборн, Керри Кинг (Slayer), DJ Lethal (Limp Bizkit) и многие другие. Тексты всех композиций написаны Робом Зомби, за исключением тех, где авторство указано отдельно. Соавтором некоторых композиций является продюсер Скотт Хамфри (Scott Humphrey) участвовавший в записи альбома.

## Список композиций
1. «Sinners, Inc.» — 1:17
2. «Demon Speeding» — 3:44
3. «Dead Girl Superstar» — 2:28
4. «Never Gonna Stop (The Red Red Kroovy)» — 3:09
5. «Iron Head» — 4:10
6. «(Go to) California» — 3:25
7. «Feel So Numb» — 3:53
8. «Transylvanian Transmissions, Pt. 1» — 1:09
9. «Bring Her Down (To Crippletown)» — 3:59
10. «Scum of the Earth» — 2:55
11. «House of 1000 Corpses» — 9:26 (содержит бонус-трек «Unholy Three»)

## Участники
- Rob Zombie:
  - Роб Зомби — вокал, автор текстов, продюсер, арт-директор, фотограф, дизайнер упаковки
  - Майк Риггс — гитара
  - Blasko — бас-гитара
  - Джон Темпеста — ударные
- Скотт Хамфри — продюсер, программирование, сведение, гитара
- Tom Baker — мастеринг
- Evelyne Bennu — вокал
- Dan Burns — помощник звукорежиссёра
- Chris Chaney — бас-гитара
- Marina Chavez — фото
- Джош Фриз — ударные
- Gary Grant — духовые
- Emm Gryner — вокал
- Frank Gryner — сведение, гитара
- Jerry Hey — духовые
- Керри Кинг — гитара («Dead Girl Superstar»)
- Tommy Lee — ударные
- DJ Lethal — вертушки
- Danny Lohner — гитара
- Mix Master Mike — вертушки
- Gary Novak — ударные
- Оззи Осборн — вокал («Iron Head»)
- Bill Reichenbach — духовые
- Bennett Salvay — струнные аранжировки
- Daniel Wiggins — духовые
- Phil X — гитара